# Ernst Simmel

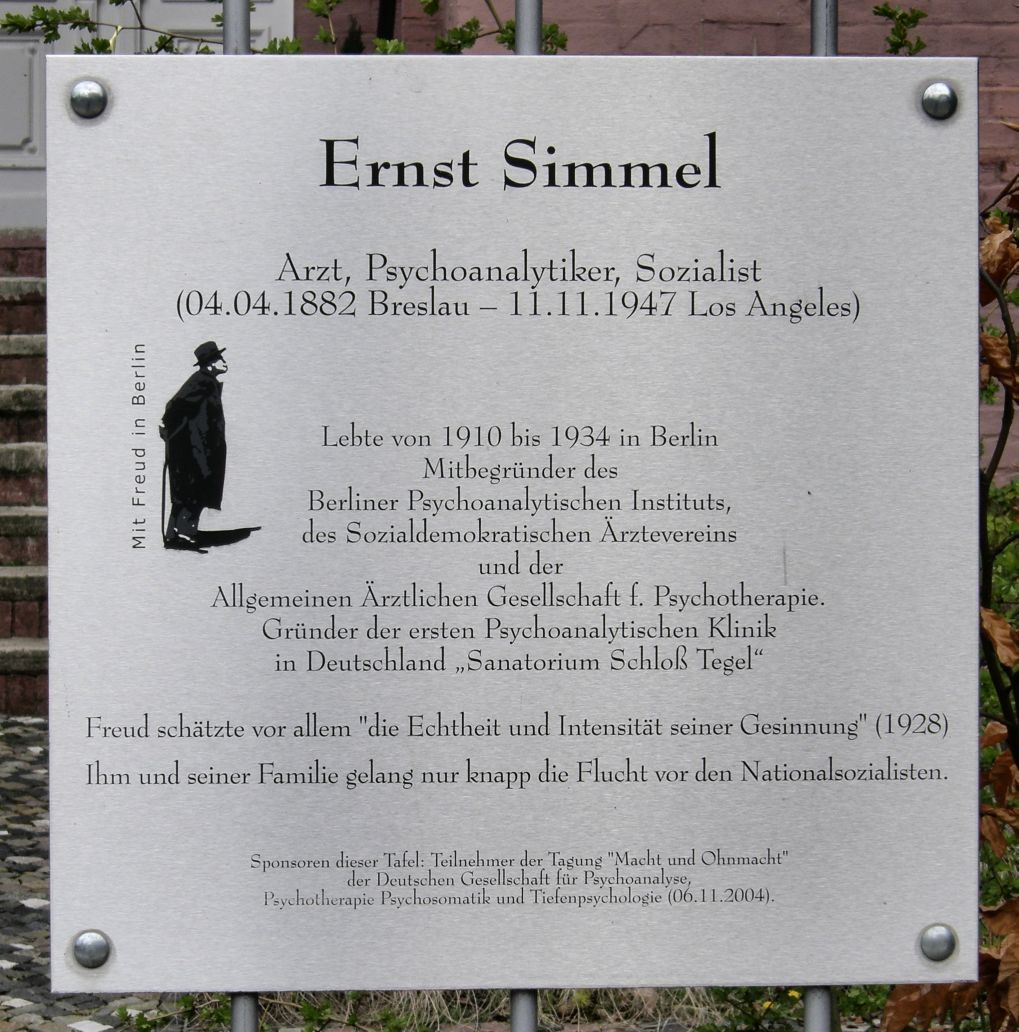
Gedenktafel aus der Reihe Mit Freud in Berlin an Simmels ehemaligem Wohnhaus in der Eichenallee 23 in Berlin-Westend

Ernst Simmel (* 4. April 1882 in Breslau; † 11. November 1947 in Los Angeles, USA) war ein deutscher Psychoanalytiker.

## Leben und Wirken
Simmel stammt aus einer assimilierten jüdischen Familie. Schon während seines Medizinstudiums arbeitete er sich autodidaktisch in die Thematik der noch in ihren Anfängen stehenden Psychoanalyse Sigmund Freuds ein. Er promovierte 1908 in Rostock mit einer Arbeit über die „Ätiologie der Dementia praecox“ zum Dr. med.
Nach der Approbation ließ er sich in einem Arbeiterviertel von Berlin nieder, gründete mit Karl Kollwitz und Ignaz Zadek den Sozialdemokratischen Ärzteverein und wurde zu einem der Pioniere der Sozialmedizin. Im Ersten Weltkrieg sammelte Simmel als Militärarzt Erfahrungen bei der Behandlung von Kriegsneurosen mit psychoanalytischen Methoden, wodurch Freud auf ihn aufmerksam wurde. Auf dessen Anraten absolvierte Simmel nach dem Krieg eine Lehranalyse bei Karl Abraham.
1920 gründete er mit Max Eitingon die Berliner Psychoanalytische Vereinigung und 1922 die weltweit erste psychoanalytische Poliklinik in Berlin. 1927 gründete er das Sanatorium Schloss Tegel, wo Freud bei mehreren Berlinbesuchen sein Gast war. Außerdem war Simmel Vorsitzender des Vereins Sozialistischer Ärzte, hielt aber Distanz zu seinen um 1930 ebenfalls in Berlin wirkenden freudomarxistischen Psychoanalytikerkollegen Otto Fenichel, Erich Fromm und Wilhelm Reich. 1934 emigrierte Simmel in die USA.
Simmel gilt als einer der Entdecker der „Kriegsneurosen“. Mit seinen Studien hatte er Anteil daran, dass die psychoanalytische Theoriebildung der zwanziger und dreißiger Jahre sich über individuelle Krankheitsbilder hinaus auch auf kulturelle Sachverhalte und gesellschaftliche Situationen erstreckte.

## Antisemitismusstudie
Bis heute bekannt ist Simmel wegen des von ihm 1946 herausgegebenen Sammelbandes “Anti-Semitism - a social disease” (deutsch: Antisemitismus, 1993), der einen wesentlichen Beitrag zur Antisemitismusforschung darstellt. Es handelt sich dabei um eine Gemeinschaftsarbeit von Psychoanalytikern und Gesellschaftstheoretikern. Der Band gibt die Beiträge eines Symposions wieder, das 1944 in San Francisco stattfand. Die Mitarbeiter sind Theodor W. Adorno, Bernhard Berliner, Otto Fenichel, Else Frenkel-Brunswik und R. Nevitt Sanford, Max Horkheimer, Douglass W. Orr sowie Simmel selbst.
In seinem eigenen Beitrag („Antisemitismus und Massen-Psychopathologie“) deutet er den Antisemitismus in Anlehnung an Freuds mythenkritisches Verfahren in dessen Buch „Der Mann Moses und die monotheistische Religion“ (1939). Dem antisemitischen Komplex liegen demnach irrationale Handlungsimpulse von Einzelnen und Gruppen zugrunde, die der Überwindung pathologischer Störungen dienen. Simmel sieht darin einen Rückfall in infantile, primär vom Destruktionstrieb beherrschte Entwicklungsstufen unter Verleugnung der äußeren Realität. Er entwickelt das Modell einer Massenpsychose, die es dem Einzelnen ermögliche, psychische Defizite zu kompensieren und – im Gegensatz zur isolierten psychotischen Person – psychisch vergleichsweise intakt und sozial integriert zu bleiben.

## Werke
- Kritischer Beitrag zur Ätiologie der Dementia praecox, Rostock: Adler, 1908.
- Kriegs-Neurosen und „Psychisches Trauma“, München und Leipzig: Otto Nemnich, 1918. Digitalisat
- Zur Psychoanalyse der Kriegsneurosen, Leipzig und Wien: Internationaler Psychoanalytischer Verlag, 1919. Digitalisat
- Zur Psychologie der Geschlechter. In: Psychoanalytische Bewegung, 1933, Jg. V, S. 285–301.
- [Hrsg.]: Anti-Semitism – a social disease. With a preface by Gordon Allport. New York: International Universities Press, 1946. Digitalisat
  - Antisemitismus. Mit Beiträgen von Theodor W. Adorno u. a. Deutsche Ausgabe hrsg. von Elisabeth Dahmer-Kloss, Frankfurt am Main: Fischer-Taschenbuch-Verlag, 1993 (Nachdruck: 2002; Neuauflage verantwortet von Helmut Dahmer, Münster 2024 (zuerst 2017), ISBN 978-3-89691-109-4).
- War neurosis. In: Psychoanalysis today. Edited by Sándor Lorand, London: Allen & Unwin, 1948, S. 227–248.
- Psychoanalyse und ihre Anwendungen. Ausgewählte Schriften. Herausgegeben von Ludger M. Hermanns und Ulrich Schultz-Venrath, Fischer Taschenbuch Verlag: Frankfurt am Main 1993.

## Zeitschriftenbeiträge (Auswahl)
In: Der sozialistische Arzt
- Der sozialistische Arzt. Band I (1925), Heft 1 (März), S. 2–5 Digitalisat
- Grundsätzliches zum Kampf gegen den § 218. Band I (1925), Heft 4 (Dezember), S. 27
- Zur roten Gesundheitswoche. Band II (1926), Heft 1 (April), S. 1–4 Digitalisat
- Volksmedizin. Band II (1926), Heft 2–3 (November), S. 11–15 Digitalisat
- Diskussionsbeitrag zu: Siegfried Bernfeld. Sozialismus und Psychoanalyse. Band II (1926), Heft 2–3 (November), S. 28–35 Digitalisat
- Polizeistunde und sozialistische Ärzte. Band II (1926), Heft 2–3 (November), S. 47–48 Digitalisat
- Raphael Silberstein †. Band II (1926), Heft 2–3 (November), S. 51 Digitalisat
- Ignaz Zadek zum 70. Geburtstag. Band III (1928), Heft 4 (April), S. 43–47 Digitalisat
- Diskussionsbemerkungen zum Referat Götz (Sexuelle Kümmerformen …). Band IV (1928), Heft 3–4 (Dezember), S. 17–22 Digitalisat
- Gedanken zum internationalen Zusammenschluss der sozialistischen Ärzte. Band VII (1931), Heft 5–6 (Mai–Juni), S. 135–140 Digitalisat
- Nationalsozialismus und Volksgesundheit. Band VIII (1932), Heft 9–10 (Oktober), S. 162–172 Digitalisat